# Papiro 8
Il Papiro 8 ({\displaystyle {\mathfrak {p}}}8) è uno dei più antichi manoscritti esistenti del Nuovo Testamento, datato paleograficamente agli inizi del IV secolo. È scritto in greco.

## Contenuto del papiro
{\displaystyle {\mathfrak {p}}}8 contiene una piccola parte del Atti degli Apostoli (4:31-37; 5:2-9; 6:1-6, 8-15).
È attualmente ospitato presso i Musei statali di Berlino (Inv. 8683).
Il testo del codice è rappresentativo del tipo testuale alessandrino. Kurt Aland lo ha collocato nella Categoria II.